# 576 Emanuela
576 Emanuela је астероид главног астероидног појаса. Приближан пречник астероида је 84,68 km,
а средња удаљеност астероида од Сунца износи 2,983 астрономских јединица (АЈ).
Инклинација (нагиб) орбите у односу на раван еклиптике је 10,234 степени, а орбитални период износи 1882,111 дана (5,152 година). Ексцентрицитет орбите астероида износи 0,197.
Апсолутна магнитуда астероида износи 9,40 а геометријски албедо 0,042.
Астероид је откривен 22. септембра 1905. године.